# Poeciloderas caesiomaculatus
Poeciloderas caesiomaculatus är en tvåvingeart som först beskrevs av Krober 1931.  Poeciloderas caesiomaculatus ingår i släktet Poeciloderas och familjen bromsar.
Artens utbredningsområde är Peru. Inga underarter finns listade i Catalogue of Life.